# Teleiopsis rosalbella
Teleiopsis rosalbella là một loài bướm đêm thuộc họ Gelechiidae. It is locally distributed miền trung và tây Nam Âu. Its range extends from Bỉ to Bosnia-Herzegovina. Nó cũng có mặt ở Thổ Nhĩ Kỳ. Nó được tìm thấy ở altitudes from 140 to 1,400 mét.
Sải cánh dài 16–18 mm. Con trưởng thành bay từ tháng 6 đến tháng 9.
Ấu trùng ăn Rumex scutatus. Chúng ăn lá nơi chúng làm tổ.